# Liu Limin
Liu Limin (China, 27 de marzo de 1976) es una nadadora  retirada especializada en pruebas de estilo mariposa, donde consiguió ser subcampeona olímpica en 1996 en los 100 metros.

## Carrera deportiva
En los Juegos Olímpicos de Atlanta 1996 ganó la medalla de plata en los 100 metros estilo mariposa, con un tiempo de 59.14 segundos, tras la estadounidense Amy Van Dyken y por delante de otra estadounidense Angel Martino.